# Agder
Agder is de zuidelijkste provincie (fylke) van Noorwegen. De provincie ontstond op 1 januari 2020 als gevolg van de bestuurlijke herindeling van het land. Hierbij fuseerden de provincies Aust-Agder en Vest-Agder tot één fylke. In het westen grenst Agder aan Rogaland, in het oosten aan Vestfold og Telemark. De hoofdstad van de provincie is Kristiansand. De provincie heeft ruim 300.000 inwoners (2020). In zekere zin is met het samengaan van Aust- en Vest-Agder de situatie hersteld van voor 1700 toen het toenmalige Kristiansand amt werd gesplitst in Nedenes amt (Aust-Agder) en Lister og Mandals amt (Vest-Agder).

## Gemeenten
Agder omvatte bij het samenvoegen van Aust- en Vest-Agder 25 gemeenten op 1 januari 2020. Dit is minder dan 30 die de oude provincies samen hadden doordat Songdalen en Søgne werden opgenomen in de gemeente Kristiansand, Mandal en Marnardal in de gemeente Lindesnes en Audnedal in de gemeente Lyngdal. 
| 1.Arendal 2.Birkenes 3.Bygland 4.Bykle 5.Evje og Hornnes 6.Farsund 7.Flekkefjord 8.Froland | 9.Gjerstad 10.Grimstad 11.Hægebostad 12.Iveland 13.Kristiansand 14.Kvinesdal 15.Lillesand 16.Lindesnes 17.Lyngdal | 18.Risør 19.Sirdal 20.Tvedestrand 21.Valle 22.Vegårshei 23.Vennesla 24.Åmli 25.Åseral |